# Olimpia Muzzi
Olimpia Muzzi (sec. XIX inizio – sec. XIX seconda metà) è stata una poetessa italiana.

## Biografia
Figlia di Luigi Muzzi (1776-1865) e della bolognese Maria Camilla Guerra.
A lei si deve la donazione alla Biblioteca Roncioniana  di Prato,  avvenuta il 21 aprile 1873,  della 
collezione libraria del padre, consistente in circa 70 volumi. A Olimpia si deve inoltre la pubblicazione di una scelta dei carteggi del padre (Epistolario, Firenze 1872), da lei annotati, e della Biografia del fu prof. Luigi Muzzi, edita a Fano nel 1865. Fra le opere di Olimpia Muzzi si ricordano: Saggio di rime,  prose e  iscrizioni(Firenze,  1868); Sonetto in memoria di Paolina Rainieri Biscia (Bologna, 1868); La mia solitudine,  sonetto pubblicato su L'Iride. Albo felsineo per l'anno 1852 (Bologna, Tipi govern. alla Volpe, 1850).
Presso la Biblioteca Roncioniana è presente il Fondo Olimpia Muzzi.

## Opere
- Saggio di rime,  prose e  iscrizioni, Firenze,  1868.
- Sonetto in memoria di Paolina Rainieri Biscia, Bologna, 1868.
- La mia solitudine, in L'Iride. Albo felsineo per l'anno 1852, Bologna, Tipi govern. alla Volpe, 1850.